# Thyrocopa abusa
Thyrocopa abusa là một loài bướm đêm thuộc họ Oecophoridae. Nó là loài đặc hữu của Kauai, Oahu, Molokai, Lanai, Maui và Hawaii. Nó là loài điển hình của chi Thyrocopa.
Con trưởng thành bay quanh năm. There là một high degree of variation in forewing pattern in this species.
Ấu trùng ăn Acacia koa, Cyrtandra, Freycinetia, guava, Ipomoea, Lantana, Pipturus và Ricinus. 